# Марко Дукић
Марко Дукић (Дракчићи код Краљева, јун 1850 – Заблаће код Чачка, 1911) био је српски земљорадник и народни посланик.

## Биографија
Марко Дукић је рођен 1850. године у селу Дракчићи код Краљева, у земљорадничкој породици која се доселила из Албаније. И сам Марко се бавио земљорадњом и постао је члан Пољопривредног друштва. Од 1881. до 1883. године био је члан општег суда, а потом, од 1883. до 1885. године и председник општине Врдила код Краљева. Дукић је био члан Напредне странке, испред које је био народни посланик за Жички срез (Руднички округ) у два мандата: од 1894. до 1896. и од 1897. до 1900. године.
Борио се у Српско-турским ратовима као коњаник народне војске. За учешће у овим ратовима одликован је Сребрном медаљом за заслуге. Женио се три пута и имао је десеторо деце. Његов син Душан је касније био мајор у Првом светском рату. Марко Дукић је преминуо на коњу у селу Заблаће код Чачка 1911. године, када је ишао да испроси снају за сина Петра.